# 美作警察署
美作警察署（みまさかけいさつしょ）は、岡山県警察が管轄する警察署の一つである。

## 所在地
- 岡山県美作市明見333番地1

## 管轄区域
- 美作市
- 勝田郡勝央町
- 勝田郡奈義町
- 英田郡西粟倉村

## 沿革
- 1954年7月1日 美作警察署、勝央警察署を設置。
- 1955年6月1日 勝央警察署を美作警察署に統合し、勝英警察署に改称。
- 2005年3月31日 美作警察署に改称。
- 2006年4月1日 津山市のうち勝北地区を津山警察署に移管。

## 交番
（ ）の中は所在地。
- 林野交番（美作市林野）
  - 美作市のうち猪臥、大原、上相、北原、北山、朽木、栄町、下香山、田殿、友野、豊国原、中尾、楢原上、楢原下、楢原中、入田、林野、平田、平福、海内、三倉田、明見、山口、山外野、吉、和田
- 湯郷交番（美作市湯郷）
  - 美作市のうち青木、安蘇、位田、稲穂、岩見田、大井が丘、奥大谷、海田、金原、北坂、巨勢、下大谷、殿所、長内、中山、則平、湯郷
- 勝間田交番（勝田郡勝央町岡）
  - 勝田郡勝央町のうち植月北、植月中、植月東、岡、小矢田、勝間田、黒坂、黒土、太平台、平、為本、畑屋、東吉田、福吉
- 奈義交番（勝田郡奈義町豊沢）
  - 勝田郡奈義町一円（荒内西、小坂、柿、上町川、行方、高円、関本、滝本、豊沢、中島西、中島東、成松、西原、久常、広岡、馬桑、皆木、宮内）

## 駐在所
（ ）の中は所在地。
- 真加部駐在所（美作市真加部）
  - 美作市のうち右手、小畑、大町、梶並、久賀、楮、河内、杉原、長谷内、馬形、東谷下、東谷上、真加部、真殿、宗掛、矢田、余野
- 福本駐在所（美作市福本）
  - 美作市のうち英田青野、井口、上山、奥、尾谷、北、下山、城田、滝宮、鳥渕、中川、中河内、福本、真神、南、三保原、横尾
- 江見駐在所（美作市江見）
  - 美作市のうち芦河内、江見、江見吉田、上福原、川北、瀬戸、田原、鯰、南海、原、日指、藤生、山城
- 土居駐在所（美作市土居）
  - 美作市のうち柿ヶ原、国貞、白水、鈴家、角南、竹田、田渕、土居、万善、蓮花寺
- 粟井駐在所（美作市小野）
  - 美作市のうち岩辺、粟井中、大内谷、小野、小房、梶原、鷺巣、豊野、松脇
- 大原駐在所（美作市古町）
  - 美作市のうち今岡、江ノ原、下町、中町、西町、古町、宮本
- 大吉駐在所（美作市壬生）
  - 美作市のうち赤田、粟野、小ノ谷、小原田、桂坪、川上、川戸、五名、笹岡、沢田、下庄町、田井、滝、大聖寺、立石、野形、豆田、壬生、宮原、山手
- 東粟倉駐在所（美作市東青野）
  - 美作市のうち後山、太田、川東、中谷、野原、東青野、東吉田
- 西粟倉駐在所（英田郡西粟倉村長尾）
  - 英田郡西粟倉村一円（筏津、大茅、影石、坂根、知社、長尾）
- 石生駐在所（勝田郡勝央町石生）
  - 勝田郡勝央町のうち石生、上香山、河原、下町川、曽井、田井、豊久田、美野